# Tor (pierwiastek)
Tor (Th, łac. thorium) – pierwiastek chemiczny z grupy aktynowców w układzie okresowym. Nazwany od imienia jednego z bogów nordyckich, Thora.

## Charakterystyka
Tor jest pierwiastkiem promieniotwórczym i nie ma żadnego trwałego izotopu. Jego najtrwalszy i praktycznie jedyny izotop naturalny to 232
Th o czasie połowicznego rozpadu ok. 14 mld lat. Ulega on rozpadowi α do 228
Ra, dając początek tzw. szeregowi torowemu rozpadów promieniotwórczych. Ze względu na powolny rozpad, radioaktywność produktów wykorzystujących oczyszczony tor jest niewielka.
Jest błyszczącym i kowalnym metalem. Powoli reaguje z mocnymi kwasami nieorganicznymi, znacznie szybciej z wodą królewską. Występuje w związkach na IV stopniu utlenienia i swoimi właściwościami przypomina cyrkon, tytan oraz lantanowce. W roztworach o pH < 1 istnieją bezbarwne jony Th4+
. Tworzy jeden tlenek: biały ThO
2.

## Występowanie
Tor występuje w skorupie ziemskiej w ilości 12 ppm, czyli około sześciokrotnie częściej niż uran. Jest najpowszechniejszym na ziemi pierwiastkiem bez trwałych izotopów. Najważniejszym minerałem toru jest monacyt (Ca, La, Nd, Th)PO
4. Tor występujący naturalnie składa się praktycznie wyłącznie z izotopu 232
Th. W śladowych ilościach występuje jeszcze 5 izotopów toru, jako krótko żyjące produkty przemian jądrowych naturalnych szeregów promieniotwórczych. Noszą one nazwy zwyczajowe: 227
Th – radioaktyn (RdAc), 228
Th – radiotor (RaTh), 230
Th – jon (Io), 231
Th – uran Y (UY), 234
Th – uran X1 (UX1). Spośród nich izotop 230
Th, jon (Io) był uważany przez pewien czas za odrębny pierwiastek, łac. ionium.

## Odkrycie
Tor został odkryty w roku 1829 przez szwedzkiego chemika Jönsa Jacoba Berzeliusa.

## Zastosowanie
Tor jest ważnym dodatkiem stopowym, zwiększającym wysokotemperaturową wytrzymałość metali (na przykład magnezu). Stosuje się go również w czujnikach fotoelektrycznych, jako dodatek stopowy (w ilości 2%), do „czerwonych” elektrod wolframowych stosowanych w metodzie spawania TIG. Tlenek toru znalazł zastosowanie w wysokogatunkowych soczewkach, dawniej z dodatkiem 1% dwutlenku ceru stosowany był w koszulkach Auera stanowiących źródło światła w latarniach gazowych oraz domowych i turystycznych lampach gazowych. Obecnie z uwagi na promieniotwórczość zastąpiony nieradioaktywnymi związkami cyrkonu i itru.
Tor, podobnie jak uran i pluton, może być używany jako paliwo w reaktorach jądrowych (np. reaktor torowy na ciekłych fluorkach). Jest potencjalnym kandydatem na paliwo jądrowe przyszłości, lepszym niż powszechnie stosowany uran. Jego zalety to:
- w przeciwieństwie do cyklu uranowego, gdzie 98% paliwa nie ulega zużyciu (i tworzy kłopotliwe odpady radioaktywne), tor w niektórych typach reaktorów może zostać zużyty w całości, co eliminuje problem odpadów[potrzebny przypis];
- reaktor oparty na torze może z powodzeniem wykorzystywać odpady radioaktywne z tradycyjnych elektrowni uranowych;
- produktem reaktora torowego jest 233
U (powstający z 232
Th w wyniku wychwytu neutronu i dwóch emisji β), izotop praktycznie nienadający się, w odróżnieniu od plutonu, do konstruowania broni atomowej.

Stan wzbudzony jądra toru-229 (tj. proces 229
Th → 229m
Th) ma zakres energii kilku elektronowoltów (8 eV), wartość nietypową dla wzbudzonych jąder, choć zwyczajną dla elektronów w powłoce walencyjnej. Pozwala to na zastosowanie jego jonów w optyce oraz do budowy precyzyjnego zegara jądrowego.
Tlenek toru ma zastosowanie jako substrat reakcji jądrowych.